# Habaki
O Habaki é a uma peça de metal geralmente dourada que separa a lâmina da espada e a bainha.

## Funcionalidade
Tem cunho estético e também funcional por assegurar a união de ambas.

## Ligação externa
- EbookBrasil-Como fazer uma faca tanto
- (em inglês) Habaki Making